# Ефект Вікселя
Ефект Вікселя (англ. Wicksell effect) — глобальна переоцінка капіталу в процесі економічного обороту (розглядається макроекономічний стан рівноваги, а не стан справ в окремих економічних агентів).
Збільшення обсягів залученого у виробничий процес фізичного капіталу (основних фондів) призводить до падіння норми прибутку. При цьому для додаткового обладнання потрібна додаткова робоча сила, для залучення якої потрібно підняти заробітні плати. Це призводить до зміни норми накопичення (норми інвестування) на користь зростання заробітної плати при одночасному падінні норми прибутку (процентної ставки). У підсумку падіння норми прибутку зумовлює збільшення сумарної вартості капіталу більшою мірою, ніж реально збільшується його фізичний обсяг. В результаті цього і відбувається переоцінка всього раніше залученого капіталу.
Кнут Віксель вперше описав цей ефект в першому томі «Лекцій з політичної економії» (англ. Lectures on Political Economy, 1901 рік). Обгрунтовуючи природу відкритого ефекту, він спирався на австрійську економічну систему.
Ефект передбачає переоцінку всіх капітальних товарів через формування нових цін на них. Важливим наслідком цього є те, що аналітична оцінка основних засобів (капітальних товарів) надзвичайно проблематична у всіх реальних ситуаціях.
Сам термін був введений Карлом Уром в 1951 році, а важливість розуміння ефекту відзначали Джоан Робінсон (1956) і Тревор Свон.

## Ціновий та реальний ефект Вікселя
Іноді виділяють два різновиди ефекту Вікселя: ціновий та реальний. «Ціновий ефект Вікселя» — це зміна цінності капіталу, не пов'язана зі змінами в технології, а «реальний ефект Вікселя» пов'язаний з технологічними змінами, викликаними зміною норми відсотка. Негативний реальний ефект Вікселя — це насправді те ж саме, що Кембриджська школа називає «згортанням капіталу», коли при більш низькій нормі відсотка обирається менш капіталоінтенсивна технологія.

## Логіка взаємозв'язків
Чим більше в економіці накопиченого капіталу, тим нижчою є його гранична продуктивність (закон спадної віддачі). При цьому частка прибутку в сукупному продукті буде знижуватися, а частка ренти і заробітної плати рости. Коли економіка наближається до стану повної зайнятості, зростання чисельності працівників починає сповільнюватися, а зростання заощаджень збільшуватися (капіталістам нікуди вкладати гроші через повну зайнятість). У цей момент підприємці починають боротися за працівників (їх не вистачає), збільшується заробітна плата і таким чином поглинається частина заощаджень власників капіталу. Це поглинання заощаджень, що сповільнює розвиток капіталу, і називається ефектом Вікселя.
Припустимо, мав місце якийсь приріст реального капіталу за рахунок накопичення. Якщо розділити цей приріст на суму всіх заощаджень, то продуктивність реального капіталу має збігатися з нормою відсотка. Але в дійсності рівень відсотка позики виявляється меншим, при тому меншим саме настільки, наскільки виросла заробітна плата. Віксель зробив висновок, що гранична продуктивність капіталу не є головною причиною, яка впливає на рівень відсотка, тобто вартість капіталу не підпадає під дію закону граничної корисності.
Ефект Вікселя нагадує динамічну модель розподілу доходів Рікардо. Але Віксель не вважав, що частка заробітної плати обмежена «робочим фондом» і критикував Бем-Баверка за спробу довести, що приріст цінності наявних благ виникає з самого процесу взяття в борг незалежно від продуктивності інвестицій. Віксель вважав, що оскільки в період економічного підйому підприємці конкурують між собою за робочі руки, то росте  реальна заробітна плата, тому з точки зору економіки в цілому (а не окремого підприємця) граничний продукт капіталу виявляється нижчим ринкової норми відсотка на величину приросту реальної заробітної плати. Заробітна плата поглинає частину заощаджень, які могли бути спрямовані на вкладення в капітальні блага.

## Відмінності між дійсною і природною нормами відсотка
У книзі «Відсоток і ціни» (1898) Віксель висунув гіпотезу про нерівноважність економічних процесів, яка зумовлюється розбіжністю між «позичковою» (ринковою, дійсною, тобто такою, яка  сформувалася в момент надання кредиту) і «природною» («капітальною») нормами відсотка. Природна норма відсотка дорівнює «прибутку, отримання якого очікується від використання грошової позики», тобто визначається очікуваним доходом. Розбіжності між "позичковою" (фактичною) і природною нормами виникають, як правило, через те, що природна норма істотно коливається, у той час як "позичкова" фактична залишається фіксованою або наближається до природної із запізненням. Запізнення обумовлено необхідністю модернізації виробництва, що збільшує продуктивність і зменшує потребу в праці на одиницю продукції, що порушує повну зайнятість і створює загрозу безробіття.
Відкинувши аргументацію Тука, Віксель по-новому сформулював стару кількісну теорію грошей, зробивши акцент на потоках витрат, ретельно розмежувавши дійсну та природну норми відсотка, і опосередкований вплив на ціни, який реалізується через коливання ставки відсотка.